# 堕天使

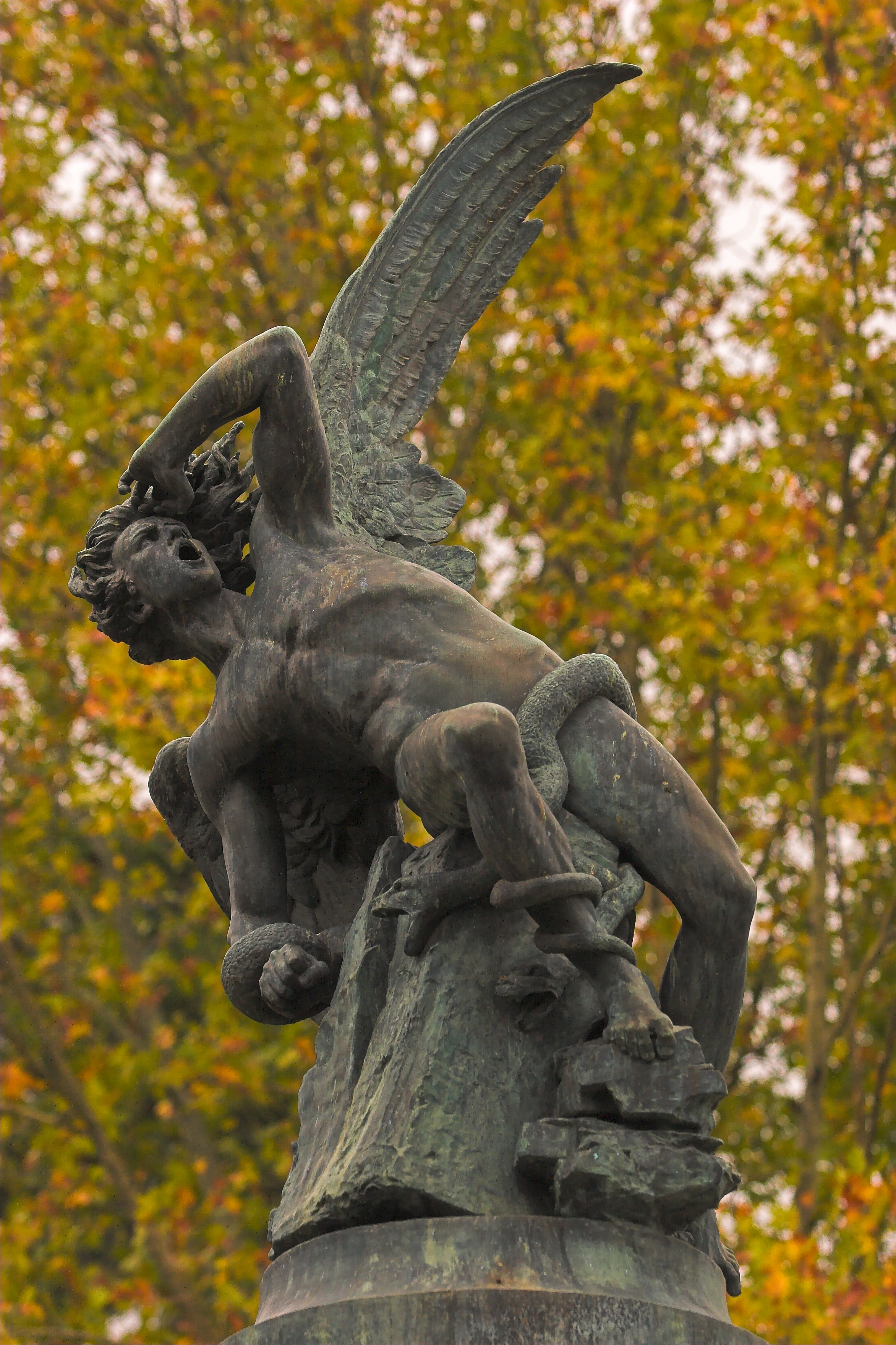
堕天使

堕天使（だてんし）は、主なる神の被造物でありながら、高慢や嫉妬がために神に反逆し、罰せられて天界を追放された天使、自由意志をもって堕落し、神から離反した天使である。

## 概要
キリスト教の教理では悪魔は堕落した天使であるとされる。
堕天使の概念はユダヤ・キリスト教の複雑な歴史を背景にもつ。キリスト教が旧約と呼ぶ「ヘブライ聖書」には本来、堕天使という概念は登場しない。天使の堕落の伝説の早期の例は、後期ユダヤ教諸派において成立した、後に偽典と呼ばれることになる文書のひとつ「エノク書」にあらわれる。このエノクの伝承は、ヘレニズム期のユダヤ教セクトであるクムラン教団を特徴づける「善と悪の戦い」の観念とともに原始キリスト教に影響を与え、これによって堕天使の概念はキリスト教の基礎の一部となったと考えられている。
一般に堕天使の頭はサタンとされるが、外典・偽典などではマステマ、ベリアル、ベルゼブブ、アザゼルなどと記されている場合がある。『新約聖書』にはサタンの堕落を示唆する記述がいくつかあり、特に「ヨハネ黙示録」第12章ではサタンが天の戦い（天使戦争）に敗れて追放された物語が示されている。
聖書には多様な解釈を容れる余地があり、後世のキリスト教文学や神学において、サタンと仲間の堕天使たちをめぐるさまざまな物語や理論がつむがれている。いったい何をもってサタンの堕落の本質とするか、という問題についてもいくつかの異説がある。J・B・ラッセルはこれについて、道徳上の頽落とする説、品格の喪失とする説、天からの追放すなわち文字通りの落下であるとする説、自らすすんで神に背き天を離脱したことをもって堕落とする説を挙げている。

## 堕落した理由

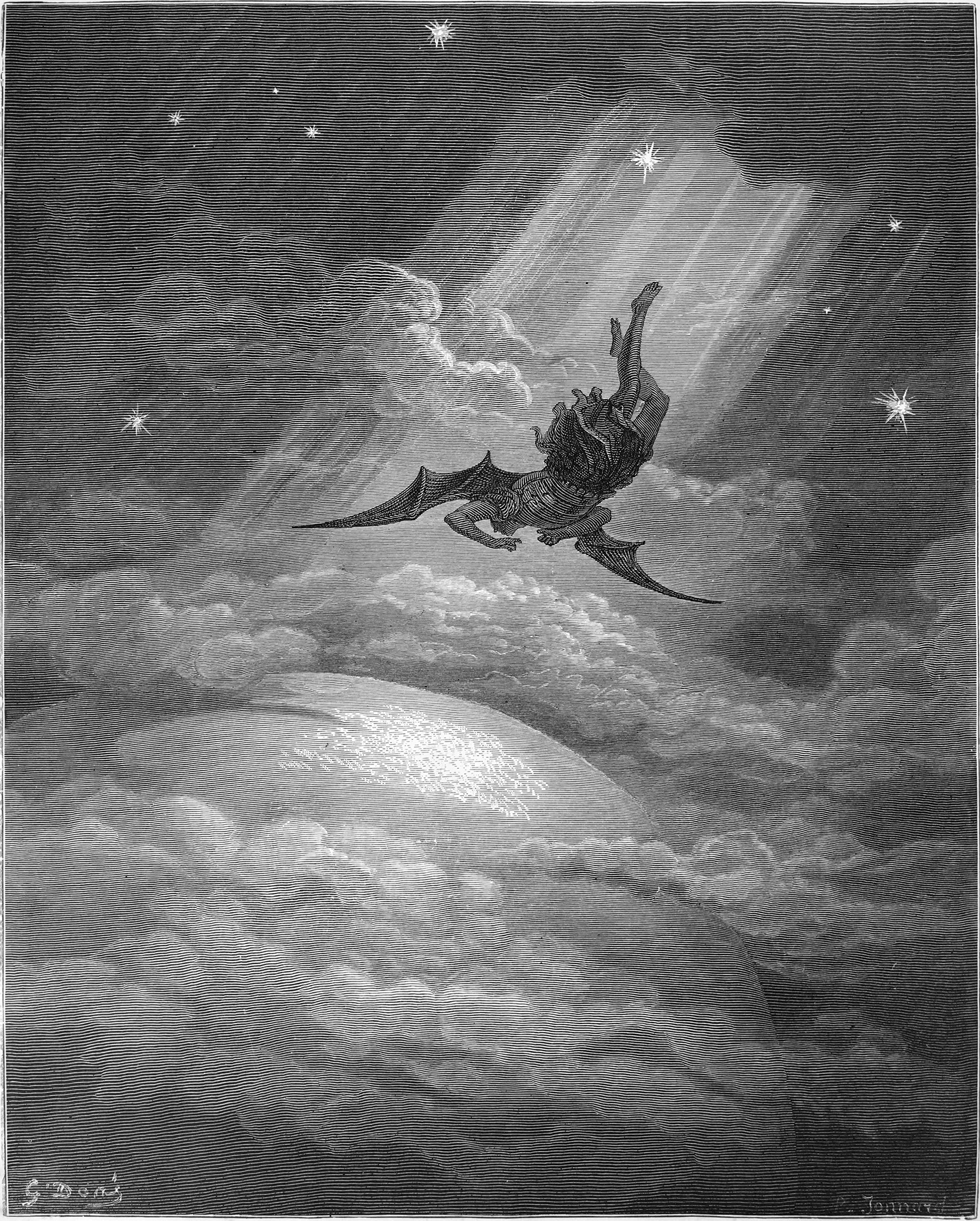
ジョン・ミルトン『失楽園』、ギュスターヴ・ドレによるイラストレーション

キリスト教的な観点において、その理由は様々であり1つの観点だけを鵜呑みにするのは危険である。
下記のうち、高慢によるもの、嫉妬によるもの、の二つはよくキリスト教を題材とした作品に使われることが多い。

### 高慢によるもの
聖書によると、天界において神のエデン園のケルブとして、また、比喩的にはティルス（ツロ）の王として（「エゼキエル書」28章13、16節）描かれ、彼に「自分は神をも凌ぐ力を持っているのではないか」という驕りが出てしまったと記述している。そのため、味方となる天使を集め神に対して反旗を翻した。が、結果は敗北に終わり彼とその仲間は堕とされてしまう。

### 嫉妬によるもの
神は人間に天使以上の愛情を注いだ。当然の如く、それに反発したのは元ケルブのベリアルだった。天使は炎から生み出され人間は土塊から創造される。人間は天使ほどの権威も無ければ力も無いのだ。そのため、同志である他の天使と共に神に挑んだが、結局は敗北し堕とされてしまう。その後、地上へ堕ちたベリアルは寵愛の対象となっていた人間に挑戦するようになった（『創世記』天地創造によればエロヒムは森羅万象すべての物を創造したが、その中には人間もあり、「われわれのかたちに、われわれをかたどって」人間が創られた）。

### 自由な意思によるもの
神はもともと天使を自分自身を尊重させるために創造したとされるが、彼らの中にその指針に反する自由な意志を持つものがいたという。実はそれも神自身が考案したもので、反する天使たちには自発的に自分を崇めさせるという試みがあった。なぜなら、神は無の心中から自分自身への愛情を芽生えさせることに真価を見出したからである。だが、自由な意思を持つ天使たちに自分から従おうとする服従心など無かった。結果として、彼らは天界から追放され地上まで堕ちた天使は人間に、またさらに深く堕ちた天使は悪魔になった。その筆頭に数えられるのがアザゼルであるが、彼は地上降臨時に人間の女性と契りを結び、英雄や巨人ネフィリムを産ませた。なおかつ人間に天上の知識を授けるまでに至った。神は彼らの天使としての地位を剥奪し、アザゼルらは堕天使となった。
ちなみに、この説によれば人間は天使になれるとされ、悪魔は天使に戻れるとされている。

## 聖書中の堕天使
『旧約聖書』中、堕天使（悪魔）としてのルシフェルの記述とされるのは「イザヤ書」14章12-15である。
12黎明の子、明けの明星よ、あなたは天から落ちてしまった。もろもろの国を倒した者よ、あなたは切られて地に倒れてしまった。13あなたはさきに心のうちに言った、『わたしは天にのぼり、わたしの王座を高く神の星の上におき、北の果なる集会の山に座し、14雲のいただきにのぼり、いと高き者のようになろう』。15しかしあなたは陰府に落され、穴の奥底に入れられる。